# Federazione cestistica delle Isole Marshall
La Federazione cestistica delle Isole Marshall è l'ente che controlla e organizza la pallacanestro nelle Isole Marshall.
La federazione controlla inoltre la nazionale di pallacanestro delle Isole Marshall. Ha sede ad Majuro e l'attuale presidente è Thomas Heine.
È affiliata alla FIBA dal 1987 e organizza il campionato di pallacanestro delle Isole Marshall.